# GAZ-13 Czajka

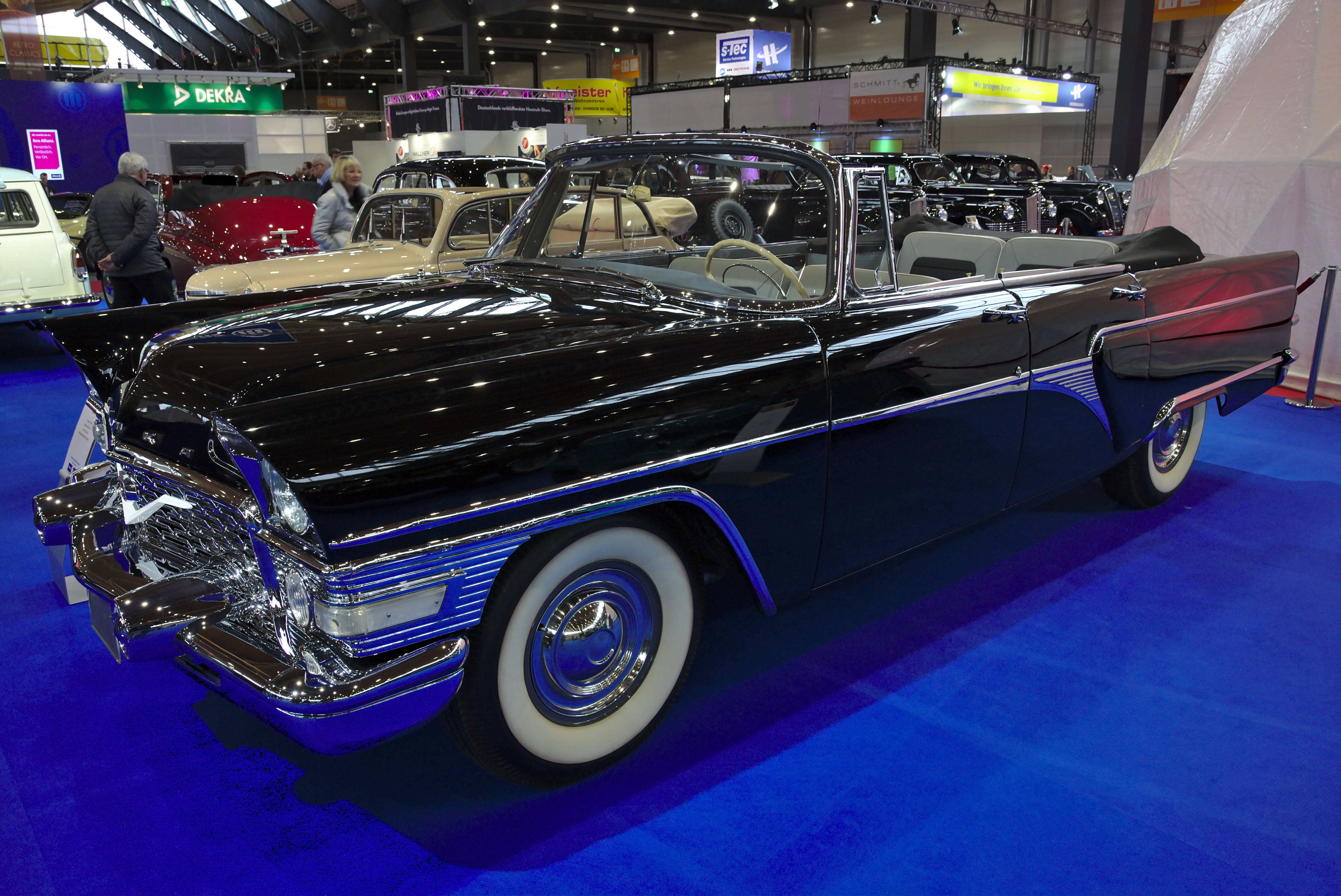
Czajka kabriolet

GAZ-13 Czajka, ros. ГАЗ-13 Чайка (pol. mewa) – luksusowa limuzyna, produkowana w ZSRR w zakładach GAZ w latach 1959–1981, wyłącznie dla dygnitarzy krajów bloku wschodniego.

## Opis modelu
Czajka wzorowana była częściowo na amerykańskim samochodzie  Packard Caribbean z lat 50. Produkcja Czajek rozpoczęła się 16 stycznia 1959 roku. 
Czajkę produkowano w dwóch wersjach nadwoziowych: podstawowy sedan (GAZ 13 1959-1981) i małoseryjny kabriolet (GAZ 13B 1961-1962 – około 20 sztuk). Samochód posiadał trzy rzędy siedzeń i mogło nim podróżować 7 osób. Nieliczna odmiana limuzyny GAZ-13A posiadała oddzielony przegrodą przedział pasażerski. Około 10 samochodów było skarosowanych jako rządowe karetki pogotowia (nadwozie kombi) w zakładach RAF. Z uwagi na w miarę komfortową jazdę, niewielką liczbę samochodów dostosowano dla potrzeb filmu, montując w odkrywanym przedziale pasażerskim podstawę dla kamery. Ogółem wyprodukowano 3179 sztuk.
Czajka GAZ 13 to zdecydowanie jeden z najładniejszych i najbardziej luksusowych pojazdów produkowanych w ZSRR – pod koniec produkcji był samochodem już bardzo przestarzałym i staromodnym. Produkowany był dla wyższych władz państwowych (np. ministrowie, pierwsi sekretarze partii poszczególnych republik) i przedstawicieli dyplomatycznych ZSRR oraz innych państw. Najwyższe władze używały limuzyn ZiŁ, władze średniego szczebla – Wołg. Z powodu "oficjalnego" przeznaczenia, większość samochodów wykonana była w kolorze czarnym. Samochody te rozdawane były też przez państwo jako nagrody dla szczególnie zasłużonych, m.in. otrzymali je Jurij Gagarin i Michaił Szołochow. Od lat 70. wysłużone egzemplarze trafiały m.in. do pałaców ślubów, dla przewozu nowożeńców (za opłatą dwa razy wyższą od Wołgi).
Nieliczne egzemplarze, jakie dostały się w ręce cywilne i zostały zaadaptowane jako taksówki, często poddane były przez właścicieli pewnym modyfikacjom. Ze względu na duże spalanie rzędu ok. 40 litrów na 100 km zastępowano oryginalne silniki GAZa silnikami Diesla od ciężarówek bądź też od innych luksusowych samochodów z mocnymi silnikami. Pozwalało to zredukować ilość spalanego paliwa nawet do 10 litrów na 100 km.

## Dane techniczne

### Silnik
- V8 5,5 l (5529 cm³), 2 zawory na cylinder, OHV
- Średnica cylindra × skok tłoka: 100,00 mm × 88,00 mm
- Stopień sprężania: 8,5:1
- Moc maksymalna: 195 KM (143,5 kW) przy 4200 obr./min
- Maksymalny moment obrotowy: 402 N•m przy 2200 obr./min

### Osiągi
- Prędkość maksymalna: 160 km/h

### Inne
- Przełożenie główne: 3,38:1
- Przełożenia biegów (I / II / III / wsteczny): 2,84:1 / 1,62:1 / 1:1 / 2:1
- Współczynnik przekładni hydrokinetycznej: 2,4:1
- Promień skrętu: 7,8 m
- Rozstaw kół tył / przód: 1530 / 1540 mm
- Prześwit: 180 mm
- Opony: 8,2 x 15

## Galeria

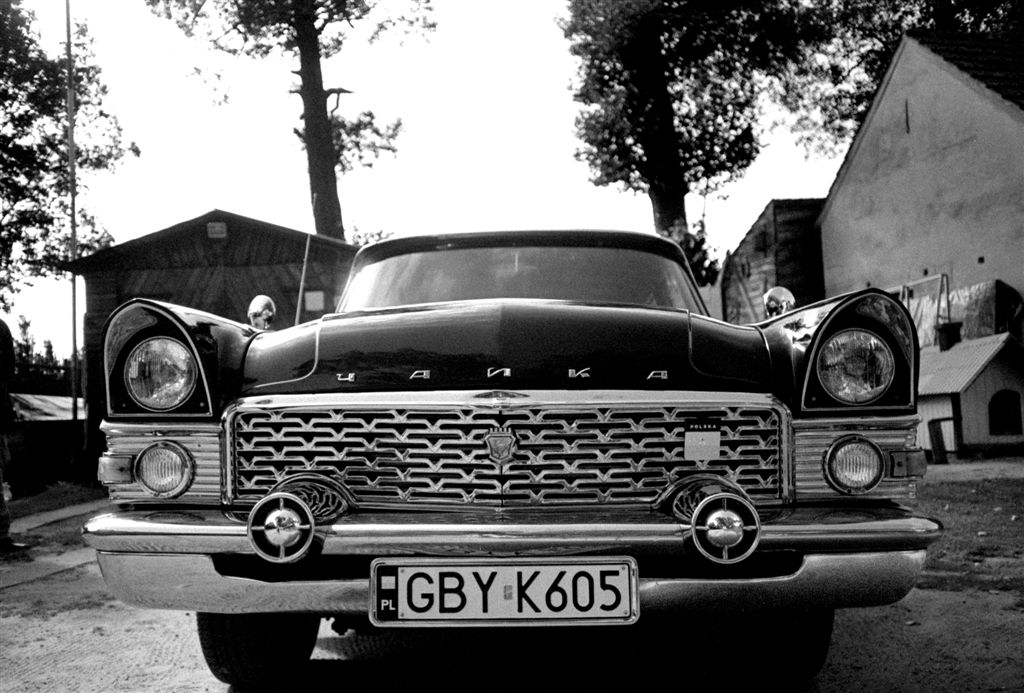
Przód samochodu
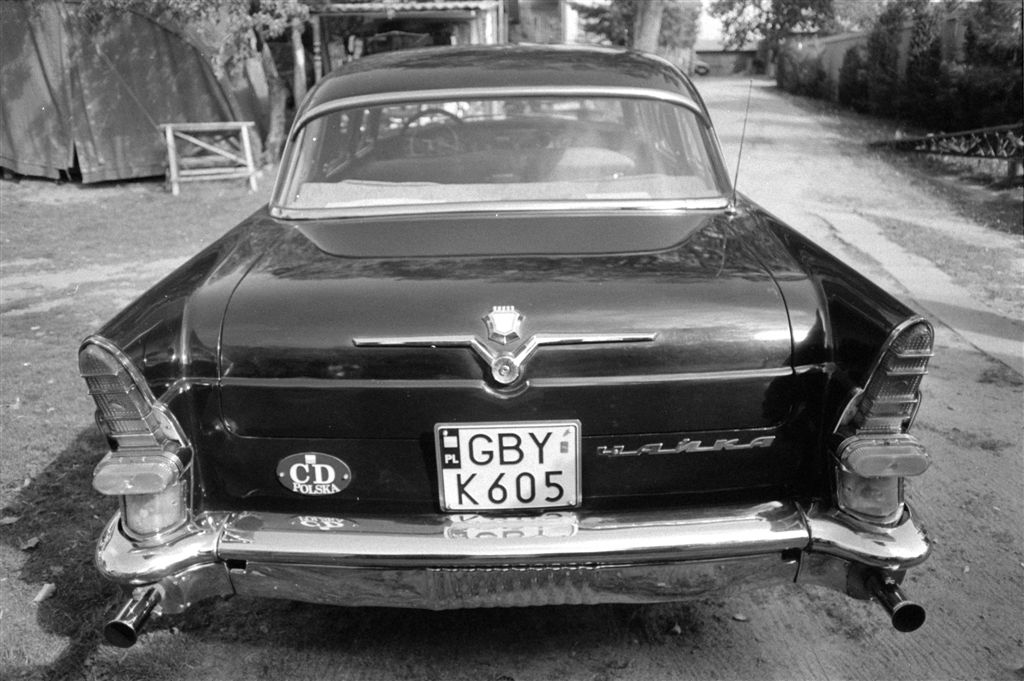
Tył samochodu
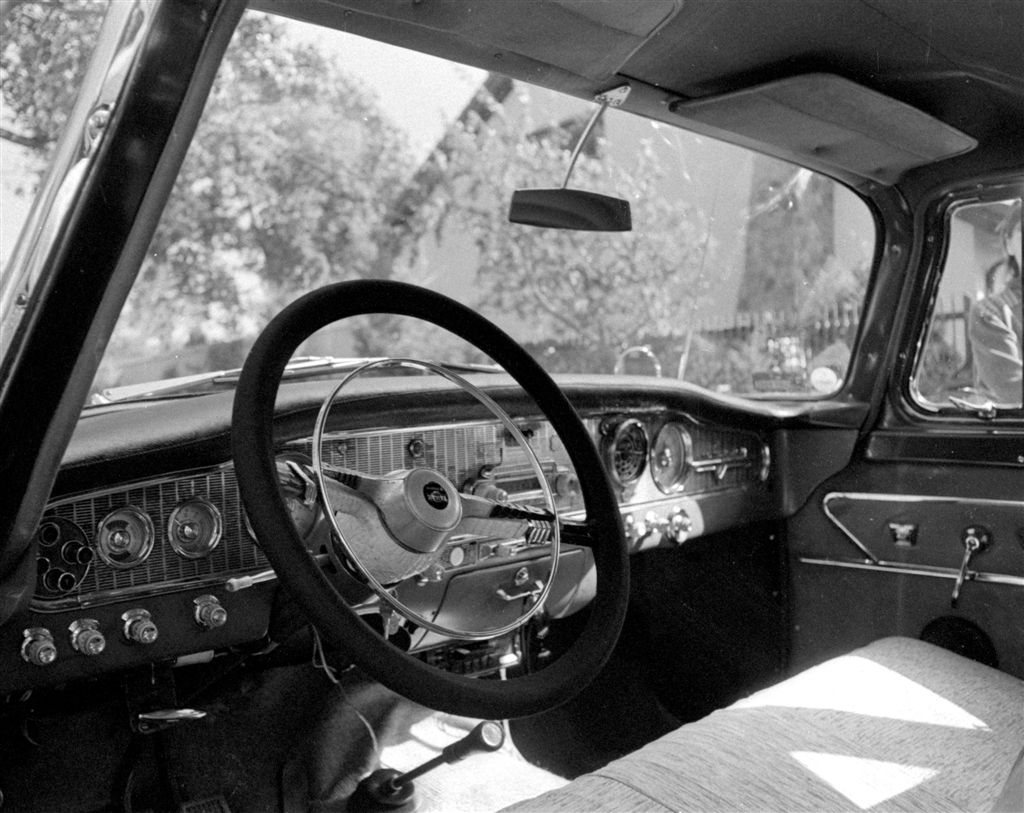
Deska rozdzielcza
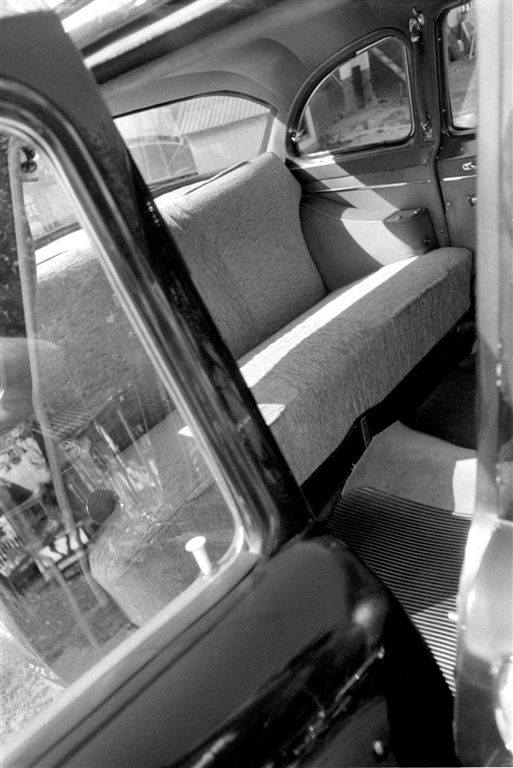
Tylna kanapa